# Wodorotlenek cyny(II)
Wodorotlenek cyny(II) (Sn(OH)2) – nieorganiczny związek chemiczny, wodorotlenek cyny na +II stopniu utlenienia.
Uwodniony wodorotlenek cyny(II) wytrąca się w postaci białego osadu w wyniku reakcji soli cyny(II) np. z wodorotlenkiem sodu:
SnCl2 + 2 NaOH  → Sn(OH)2 + 2 NaCl
Bezwodny Sn(OH)2 można otrzymać w reakcji (CH3)3SnOH z chlorkiem cyny(II) w rozpuszczalniku aprotonowym:
2 (CH3)3SnOH + SnCl2 → Sn(OH)2 + 2 (CH3)3SnCl